# NGC 4546
NGC 4546 est une galaxie lenticulaire située dans la constellation de la Vierge à une distance d'environ  20,7 ± 1,5 Mpc (∼67,5 millions d'al). NGC 4546 a été découverte par l'astronome germano-britannique William Herschel en 1786.
Cette galaxie a fait l'objet de deux publications en avril et en mai 2020 dans la revue Monthly Notices of the Royal Astronomical Society, l'une portant sur ses amas globulaires particulièrement nombreux et l'autre sur la masse du trou noir supermassif au centre de 4546. La présence de ce trou noir est sans doute à l'origine de l'activité de type Seyfert 2 de cette galaxie.

## Caractéristiques

### Distance
Sa vitesse par rapport au fond diffus cosmologique est de 1 403 ± 25 km/s, ce qui correspond à une distance de Hubble de 20,7 ± 1,5 Mpc (∼67,5 millions d'al).
À ce jour, quatre mesures non basées sur le décalage vers le rouge (redshift) donnent une distance de 16,900 ± 3,348 Mpc (∼55,1 millions d'al), ce qui est à l'intérieur des valeurs de la distance de Hubble. Puisque cette galaxie est relativement rapprochée du Groupe local, cette distance est peut-être plus près de sa distance réelle que la distance de Hubble. Notons que c'est avec la valeur moyenne des mesures indépendantes, lorsqu'elles existent, que la base de données NASA/IPAC calcule le diamètre d'une galaxie.

### Galaxie active
Selon la base de données Simbad, NGC 4546 est une galaxie active de type Seyfert 2 .

## Amas globulaire
L'article publié en avril 2020 est fondé sur une étude photométrique réalisée à l'aide du télescope Gemini. Selon cette étude, 390 ± 60 amas globulaires orbitent dans le halo de cette galaxie. Ce nombre est particulièrement élevé par rapport à des galaxies de masse similaire. Selon les résultats obtenus de l'analyse de la luminosité de NGC 4546, elle serait à 14,1 Mpc de la Voie lactée et sa masse serait de 2,7  × 1010 {\displaystyle M_{\odot }}.

## Trou noir supermassif
L'article publié en mai est une étude de la cinématique stellaire de NGC 4546 réalisée à l'aide du spectromètre infrarouge (NIFS) du télescope spatial Hubble. Le but spécifique de l'étude était la détermination de la masse du trou noir supermassif au centre de cette galaxie. Selon les résultats obtenus, sa masse serait de (2,56 ± 0,16) × 108 {\displaystyle M_{\odot }}.